# Testudacarus
Testudacarus är ett släkte av kvalster. Testudacarus ingår i familjen Torrenticolidae.
Kladogram enligt Catalogue of Life:
| Testudacarus | \| \| Testudacarus americanus \| \| \| \| \| \| Testudacarus minimus \| \| \| \| \| \| Testudacarus vulgaris \| \| \| \| |
|              | \| \| Testudacarus americanus \| \| \| \| \| \| Testudacarus minimus \| \| \| \| \| \| Testudacarus vulgaris \| \| \| \| |
|              | Torrenticola |
|              | |
|              | Testudacarus americanus                                                                                                  |
|              | |
|              | Testudacarus minimus |
|              | |
|              | Testudacarus vulgaris |
|              | |

|  | Testudacarus americanus |
|  |                         |
|  | Testudacarus minimus    |
|  |                         |
|  | Testudacarus vulgaris   |
|  |                         |